# Mottisfont
Mottisfont est une paroisse civile et un village du Hampshire, en Angleterre.